# Fuck Authority
Fuck Authority è un singolo della band punk Pennywise, edito nel 2001.
Ha raggiunto la posizione numero 38 nella classifica Billboard Modern Rock Tracks.

## Significato
La canzone rappresenta un appello per svegliare le coscienze e far pensare a quello che sarà del proprio futuro e di quello del mondo.

## Video
Il video mostra i Pennywise suonare sopra un palco ed anche comparire in diverse scene di rivolte storiche, quali quella di Piazza Tiananmen ed altre.

## Formazione
- Jim Lindberg – voce
- Randy Bradbury – basso e voce d'accompagnamento
- Byron McMackin – batteria
- Fletcher Dragge – chitarra e voce d'accompagnamento